# Mundo (filosofia)
Mundo é tudo aquilo que constitui a realidade. Embora esclarecer o conceito de mundo tenha sempre sido considerada uma das tarefas básicas da filosofia ocidental, este tema parece ter sido levantado explicitamente somente no início do século XX, escreveu Ludwig Wittgenstein em seu influente Tractatus Logico-Philosophicus, publicado originalmente em 1922. Esta definição serviu de base ao positivismo lógico, com seu pressuposto de que há exatamente um mundo, consistindo da totalidade dos fatos, independentemente das interpretações que os indivíduos possam fazer deles.
Martin Heidegger, entretanto, argumentou que "o mundo circundante é diferente para cada um de nós, não obstante nos movimentarmos num mundo comum". O mundo, para Heidegger, é aquele no qual fomos "lançados" ao acaso e com o qual, enquanto seres-no-mundo, devemos chegar a um acordo. Sua concepção de "mundanidade do mundo" foi desenvolvida principalmente em sua obra de 1927, Sein und Zeit.
Alguns filósofos, frequentemente inspirados por David Kellogg Lewis, argumentam que conceitos metafísicos, tais como possibilidade, probabilidade e necessidade são melhor analisados comparando-se o mundo com uma gama de mundos possíveis; uma perspectiva conhecida geralmente por realismo modal.